# Lương Ngôn Thuận
Lương Ngôn Thuận (tiếng Trung giản thể: 梁言顺, bính âm Hán ngữ: Liáng Yán Shùn, sinh tháng 12 năm 1962, người Hán) là nhà kinh tế học, chính trị gia nước Cộng hòa Nhân dân Trung Hoa. Ông là Ủy viên Ủy ban Trung ương Đảng Cộng sản Trung Quốc khóa XX, hiện là Bí thư Tỉnh ủy An Huy. Ông nguyên là Phó Bí thư thường vụ Ủy ban Công tác cơ quan Quốc gia và Trung ương; Phó Bộ trưởng Bộ Tuyên truyền Trung ương Đảng Cộng sản Trung Quốc; Thường vụ Tỉnh ủy, Bộ trưởng Bộ Tổ chức, Bộ trưởng Bộ Tuyên truyền Tỉnh ủy Cam Túc và Bí thư Khu ủy, kiêm Chủ nhiệm Ủy ban Thường vụ Nhân Đại Ninh Hạ, lãnh đạo toàn diện của Ninh Hạ.
Lương Ngôn Thuận là Đảng viên Đảng Cộng sản Trung Quốc, học vị Cử nhân Cơ giới hóa nông nghiệp, Thạc sĩ Kinh tế thế giới, Tiến sĩ Kinh tế chính trị học, học hàm Nghiên cứu viên ngành Kinh tế. Ông có sự nghiệp nhiều năm hoạt động về giáo dục và khoa học ngành kinh tế trước khi tham gia hoạt động lãnh đạo đảng và chính quyền địa phương.

## Xuất thân và giáo dục
Lương Ngôn Thuận sinh tháng 12 năm 1962 tại chính quận Thái An, thủ phủ Tế Nam, nay là địa cấp thị Thái An, tỉnh Sơn Đông, Cộng hòa Nhân dân Trung Hoa. Tháng 8 năm 1979, ông trúng tuyển và nhập học Học viện Cơ giới hóa nông nghiệp Sơn Đông (山东农业机械化学院, nay là Đại học Công nghệ Sơn Đông) ở Tế Nam, tốt nghiệp Cử nhân Cơ giới hóa nông nghiệp vào tháng 7 năm 1983. Tháng 2 năm 1985, ông được kết nạp Đảng Cộng sản Trung Quốc, đến tháng 7 năm 1989, ông tới thủ phủ Thẩm Dương, theo học cao học tại Viện Nghiên cứu Nhật Bản của Đại học Liêu Ninh, nhận bằng Thạc sĩ chuyên ngành Kinh tế thế giới vào tháng 7 năm 1992. Sau đó, ông tới thủ đô Bắc Kinh, được tuyển chọn làm nghiên cứu sinh tại chức tại Trường Đảng Trung ương Đảng Cộng sản Trung Quốc, được hướng dẫn bởi nhà kinh tế, Giáo sư Tô Tinh, bảo vệ thành công luận án "Lý thuyết tăng trưởng kinh tế chi phí thấp" (低代价经济增长论) và trở thành Tiến sĩ Kinh tế chính trị học vào tháng 7 năm 1997. Ông từng tham gia một khóa bồi dưỡng cao cấp về quản lý công cộng trong chương trình phối hợp của Trung tâm Nghiên cứu phát triển Quốc vụ viện, Đại học Thanh Hoa, và Đại học Harvard vào năm 2006 trong quá trình công tác của mình.

## Sự nghiệp

### Ngành giáo dục và khoa học
Tháng 7 năm 1983, sau khi tốt nghiệp đại học, Lương Ngôn Thuận bắt đầu sự nghiệp của mình khi được Học viện Cơ giới hóa nông nghiệp Sơn Đông nhận ở lại trường làm Phụ đạo sinh về chính trị của Khoa Cơ giới hóa. Năm 1989, ông rời trường, theo học cao học ở Liêu Ninh, khi đã tốt nghiệp năm 1992 thì được Trường Đảng Trung ương nhận vào làm Trợ lý Nghiên cứu viên của Phòng Nghiên cứu giáo dục, Bộ Giáo vụ trường. Tháng 9 năm 1993, ông là thư ký của Sảnh Văn phòng Trường Đảng, hỗ trợ cho Giáo sư Tô Tinh, đồng thời được Tô Tinh hướng dẫn nghiên cứu sau đại học, nhận ngạch công vụ viên chính xứ từ tháng 12 năm 1994. Giai đoạn này, ông vừa công tác hoạt động giáo dục, vừa tiến hành nghiên cứu kinh tế, đề tài "Lý thuyết tăng trưởng kinh tế chi phí thấp", thực hiện phân tích định lượng về chi phí tăng trưởng kinh tế của Trung Quốc giai đoạn thập niên 80, 90, đồng thời đưa ra các ý tưởng và đề xuất cho tăng trưởng kinh tế chi phí thấp. Đề tài này đã nhận được sự quan tâm sâu rộng của giới học giả và dư luận trong và ngoài nước, đoạt giải nhất về thành tích học tập xuất sắc của Trường Đảng Trung ương từ năm 1995 đến năm 1999 về kinh tế.
Năm 1999, luận án được Nhà xuất bản Nhân dân Trung Quốc xuất bản, được Giáo sư Trương Trác Nguyên, Viện trưởng Viện Kinh tế thuộc Viện Khoa học xã hội Trung Quốc viết lời tựa và nhận xét: "Đây là một chuyên khảo học thuật mang tính đột phá, có ý nghĩa to lớn trong việc thúc đẩy cộng đồng kinh tế học nghiêm túc nghiên cứu về chi phí phải trả cho tăng trưởng kinh tế".
Tháng 10 năm 1997, Lương Ngôn Thuận được bổ nhiệm làm Trợ lý Tuần thị viên, kiêm Chủ nhiệm Phòng Điều tiết và Nghiên cứu của Sảnh Văn phòng Trường Đảng. Tháng 10 năm 2000, ông nhậm chức Phó Chủ nhiệm Phòng Nghiên cứu Trường Đảng, rồi Chủ nhiệm từ tháng 8 năm 2003, Chủ nhiệm Bộ Nghiên cứu khoa học của trường từ 2009. Từ tháng 4 năm 2012, ông được bầu làm Ủy viên Hội đồng Trường Đảng. Tính đến 2016, ông đã có gần 25 năm công tác và nghiên cứu ở Trường Đảng Trung ương, và cũng trong những năm này, ông được công nhận chức danh Nghiên cứu viên, tương đương với Giáo sư ngành Kinh tế.

### Từ 2016
Tháng 1 năm 2016, Ban Bí thư Ủy ban Trung ương Đảng Cộng sản Trung Quốc quyết định điều chuyển Lương Ngôn Thuận về công tác ở Cam Túc, vào Ban Thường vụ Tỉnh ủy, nhậm chức Bộ trưởng Bộ Tuyên truyền Tỉnh ủy Cam Túc. Tháng 2 năm 2017, ông nhậm chức Bộ trưởng Bộ Tổ chức Tỉnh ủy cho đến cuối năm. Vào tháng 12, ông được điều về trung ương, nhậm chức Phó Bí thư Ủy ban Công tác cơ quan Quốc gia và Trung ương Trung Quốc. Tháng 7 năm 2018, ông được bổ nhiệm làm Phó Bộ trưởng Bộ Tuyên truyền Trung ương Đảng Cộng sản Trung Quốc, Thành viên Tiểu tổ công tác lãnh đạo của Bộ Công tác Mặt trận thống nhất Trung ương Đảng. Đến tháng 10 năm 2020, ông được điều trở lại làm Phó Bí thư thường vụ Ủy ban Công tác cơ quan Quốc gia và Trung ương, cấp chính bộ, phối hợp với Đinh Tiết Tường. Bên cạnh đó, ông là Thành viên các tiểu tổ như Tiểu tổ Công tác xây dựng Đảng, Tiểu tổ Công tác tuyên truyền tư tưởng Trung ương.
Ngày 28 tháng 3 năm 2022, Bộ Chính trị khóa XIX quyết định điều động ông tới Ninh Hạ, nhậm chức Bí thư Khu ủy Ninh Hạ, kế nhiệm Trần Nhuận Nhi, chính thức lãnh đạo toàn diện Khu tự trị dân tộc Hồi Ninh Hạ ở Tây Bắc Trung Quốc. Cuối năm 2022, ông tham gia Đại hội Đảng Cộng sản Trung Quốc lần thứ XX từ đoàn đại biểu Ninh Hạ. Trong quá trình bầu cử tại đại hội, ông được bầu là Ủy viên Ủy ban Trung ương Đảng Cộng sản Trung Quốc khóa XX.